# Asymetryczna dihydroksylacja Sharplessa
Asymetryczna dihydroksylacja Sharplessa – reakcja chemiczna olefin z tetratlenkiem osmu (OsO4) w obecności chiralnego ligandu chininowego, której produktami są wicynalne diole.

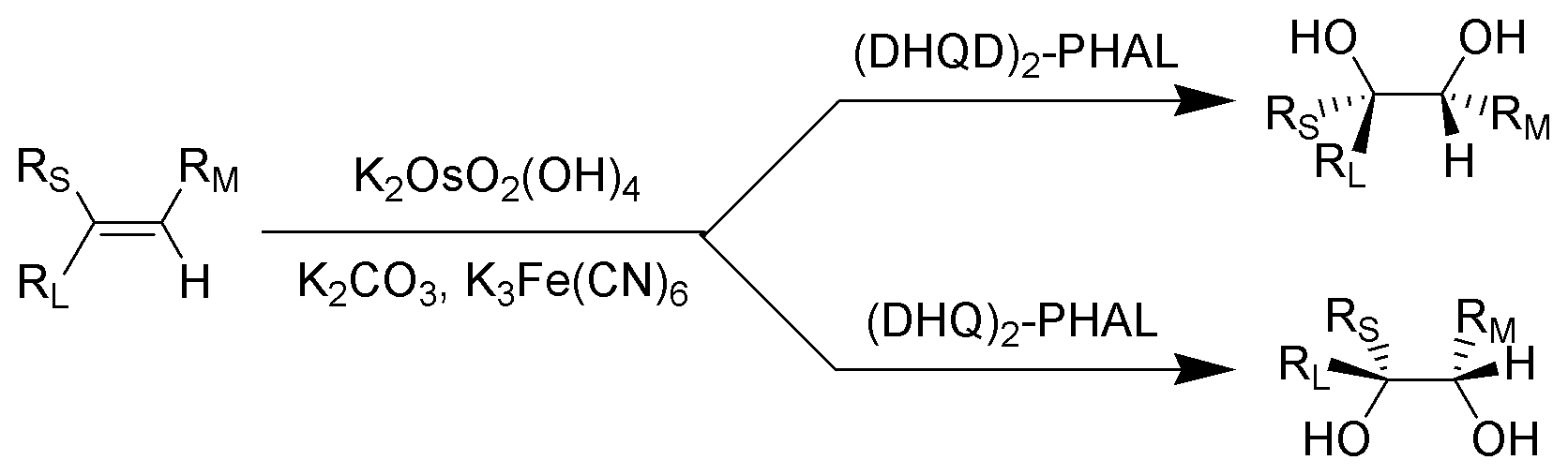
Dihydroksylacja Sharplessa.
R_{L} = Największy podstawnik; R_{M} = Średni podstawnik; R_{S} = Najmniejszy podstawnik

Źródłem tetratlenku osmu jest osmian(VI) potasu.
Aby ograniczyć ilość drogiego i bardzo toksycznego tetratlenku osmu w celu przeprowadzenia reakcji dodaje się także heksacyjanożelazian(III) potasu lub N-tlenek N-metylomorfoliny, które regenerują zużyty katalizator.

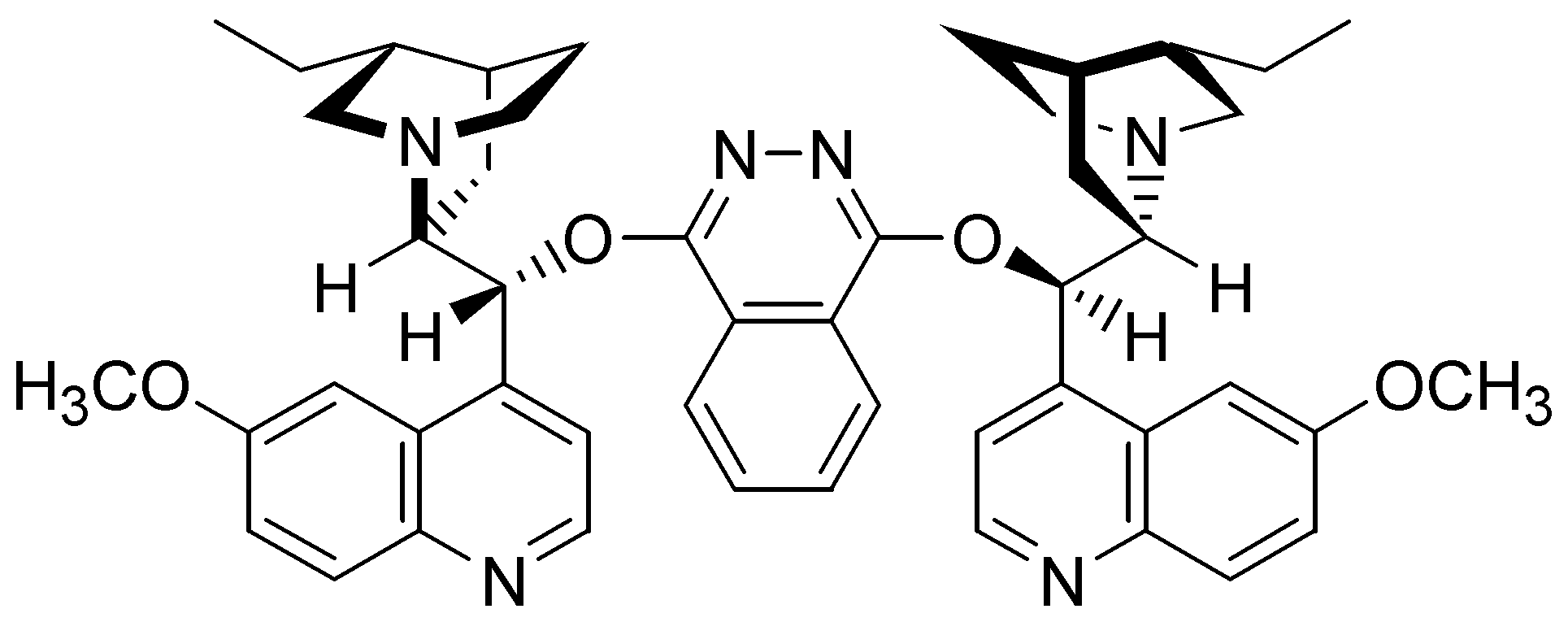
(DHQ)2-PHAL

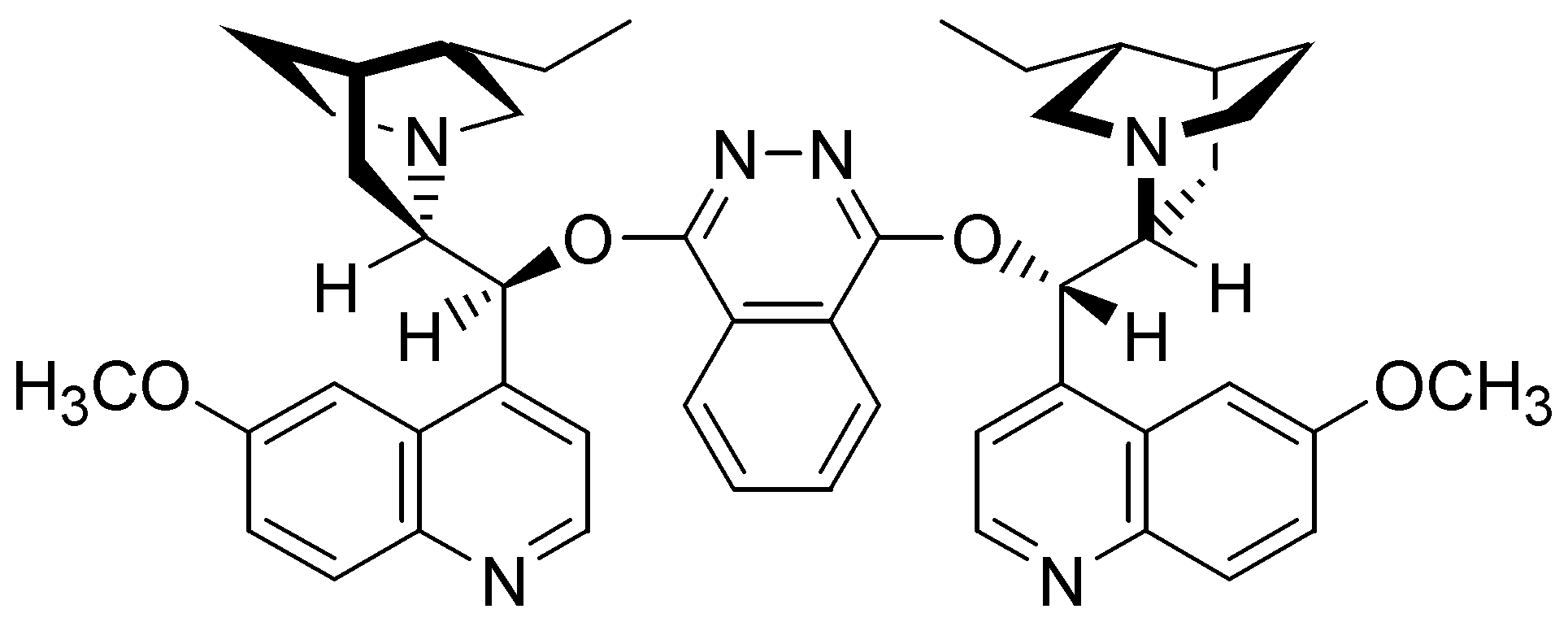
(DHQD)2-PHAL

Mieszanina wyżej wymienionych reagentów jest dostępna komercyjnie pod nazwą AD-mix. Jeśli chiralnym ligandem jest (DHQ)2-PHAL jest to AD-mix-α, natomiast dla (DHQD)2-PHAL jest to AD-mix-β.
Reakcję tę odkrył w 1988 roku Barry Sharpless, bazując na znanej wcześniej racemicznej dihydroksylacji Upjohna. Za to odkrycie otrzymał w 2001 roku Nagrodę Nobla w dziedzinie chemii.

## Mechanizm reakcji
W pierwszym etapie reakcji powstaje kompleks tetratlenek osmu - ligand (2). Ulega on cykloaddycji [3+2] z alkenem (3), tworząc cykliczną pochodną (4), która ulega hydrolizie uwalniając wicynalny diol (5) - produkt reakcji oraz zredukowany osmian (6).  Stechiometryczny dodatek heksacyjanożelazianu(III) potasu regeneruje kompleks (2) zamykając tym samym cykl katalityczny.
Przeprowadzając reakcję bez chiralnego ligandu zachodzi konieczność użycia stechiometrycznej ilości tetratlenku osmu. Zastosowanie katalitycznego cyklu tysiąckrotnie zmniejsza koszty i umożliwia bezpieczną do przeprowadzenia syntezę.
Dihydroksylację Sharplessa można przeprowadzić z wysoką enencjoselektywnością niezależnie od zestawu podstawników w użytym alkenie. Reakcja jest też selektywna wobec pozycji wiązania podwójnego w polienach, preferując dihydroksylowanie wiązania bardziej bogatego w elektrony.

## Zastosowanie
W przykładowej reakcji dihydroksylacja Sharplessa umożliwia syntezę azacukru (6).
Cały proces syntezy odbywa się bez udziału grup ochronnych w środowisku wodnym.